# Nove Crônicas para um Coração aos Berros
Nove Crônicas Para um Coração aos Berros é um filme brasileiro de longa-metragem, de 2012, do gênero drama, dirigido por Gustavo Galvão e produzido pela 400 Filmes, com roteiro original de Gustavo Galvão e Cristiane Oliveira. No elenco, estão Simone Spoladore, Leonardo Medeiros, Júlio Andrade, Denise Weinberg, Marat Descartes, Mário Bortolotto, Felipe Kannenberg e grande elenco. A primeira exibição pública ocorreu na 37ª Mostra Internacional de Cinema de São Paulo, em 19 de outubro de 2012, e a estreia no circuito comercial brasileiro ocorreu em 04 de outubro de 2013.

## Sinopse
Em um mosaico de relações humanas e situações cotidianas, homens e mulheres de diferentes idades sentem uma intensa necessidade de se reinventar. Todos vivem o momento da guinada, cada um a seu modo.

## Elenco
| Ator/Atriz        | Personagem                      |
| ----------------- | ------------------------------- |
| Simone Spoladore  | Simone                          |
| Leonardo Medeiros | Leopoldo                        |
| Júlio Andrade     | Júlio                           |
| Denise Weinberg   | Denise                          |
| Larissa Salgado   | Larissa                         |
| Mário Bortolotto  | Mário                           |
| André Frateschi   | Músico                          |
| Vinícius Ferreira | Roqueiro                        |
| Marat Descartes   | Motoboy/faxineiro/carteiro/drag |
| Vanise Carneiro   | Vanise                          |
| Rita Batata       | Rita                            |
| Felipe Kannenberg | Philipp                         |
| Rejane Zilles     | Jana                            |
| Carolina Sudati   | Carol                           |
| Paula Cohen       | Paula                           |
| Rodrigo Bolzan    | Rodrigo                         |
| Cacá Amaral       | Mendigo                         |
| Eucir de Souza    | Mecânico                        |

## Prêmios
- 2013: 31º Festival Cinematográfico Internacional del Uruguai[4] - Menção Especial do Júri ACCU/FIPRESCI
- 2013: 10º Festival de Maringá[5] - Melhor Direção de Ficção